# Festival de Música Contemporània d'Alacant
El Festival de Música Contemporània d'Alacant és un festival internacional de música clàssica, que se celebra cada any en la primera quinzena de setembre des de 1985 a la ciutat valenciana d'Alacant.
Organitzat pel Centre per a la Difusió de la Música Contemporània, amb el patrocini de l'INAEM i la col·laboració de l'Ajuntament d'Alacant i altres entitats públiques i privades.
El festival mostra i promou la creació musical contemporània i la seua programació es realitza fonamentalment en sala tancada, però també inclou algun concert a l'aire lliure.